# جيمي روبرتس (كاتب)
جيمي روبرتس (بالإنجليزية: Jimmy Roberts)‏ هو منتج تلفزيوني وكاتب ومعلق رياضي أمريكي، ولد في 1957.